# Барон Уиллоуби де Брок

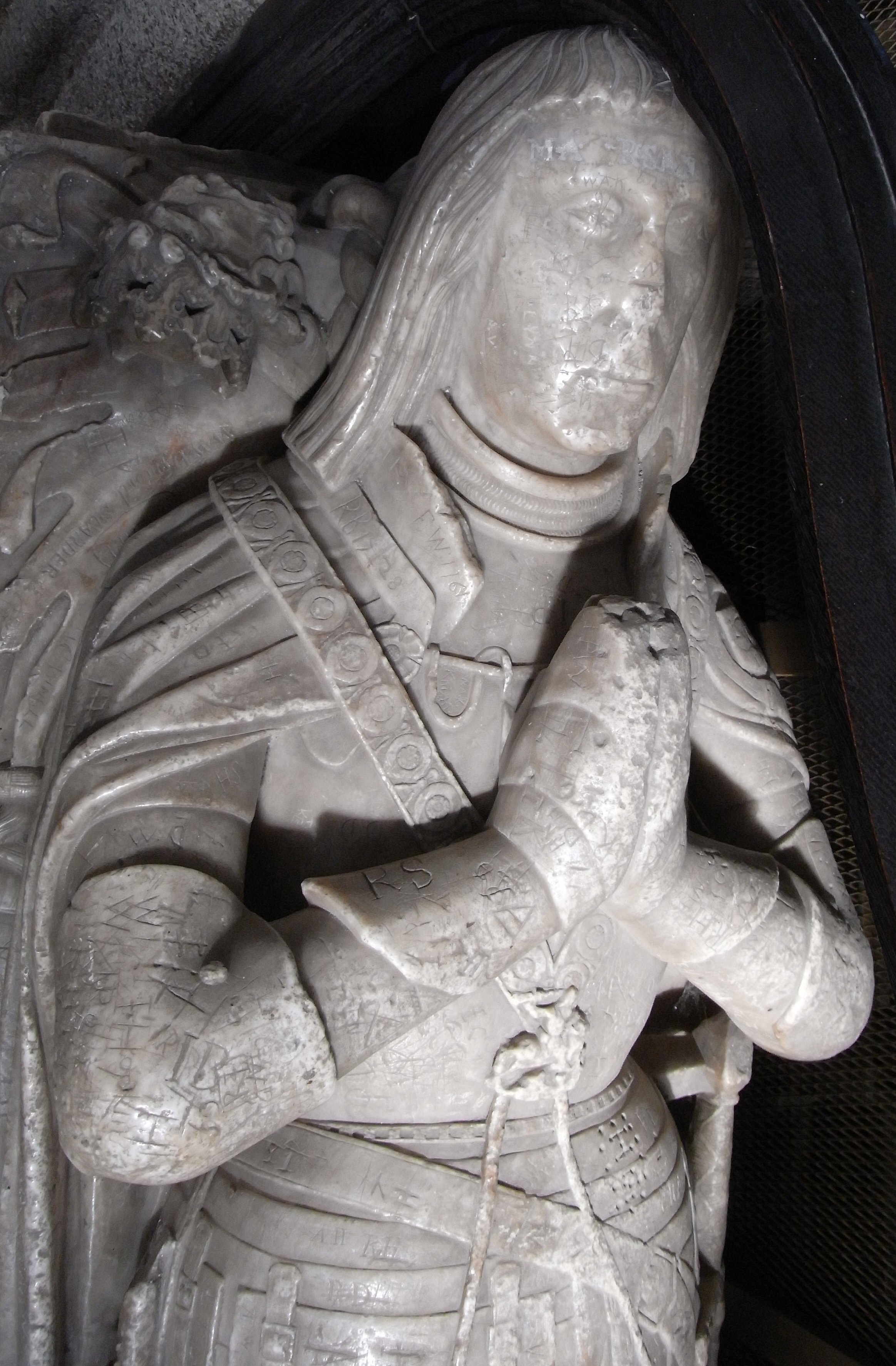
Фигура Роберта Уиллоуби, первого барона Уиллоуби де Брока, алебастр, церковь Сент-Мэри, Каллингтон, Корнуолл

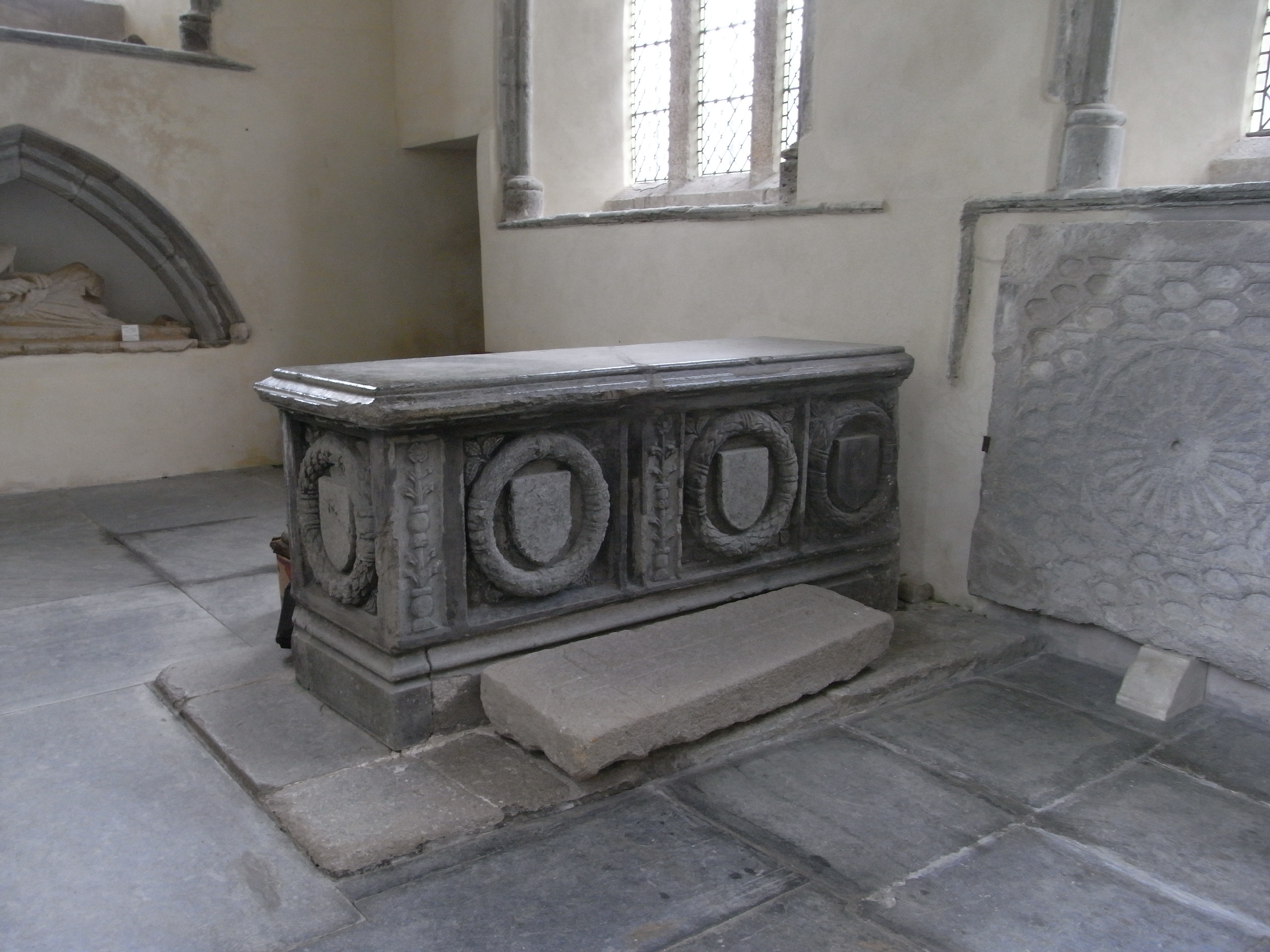
Усыпальница, где, предположительно, был похоронен Роберт Уиллоуби, 2-й барон Уиллоуби де Брок, церковь Сент-Эндрю, Бер-Феррерс, Девоншир

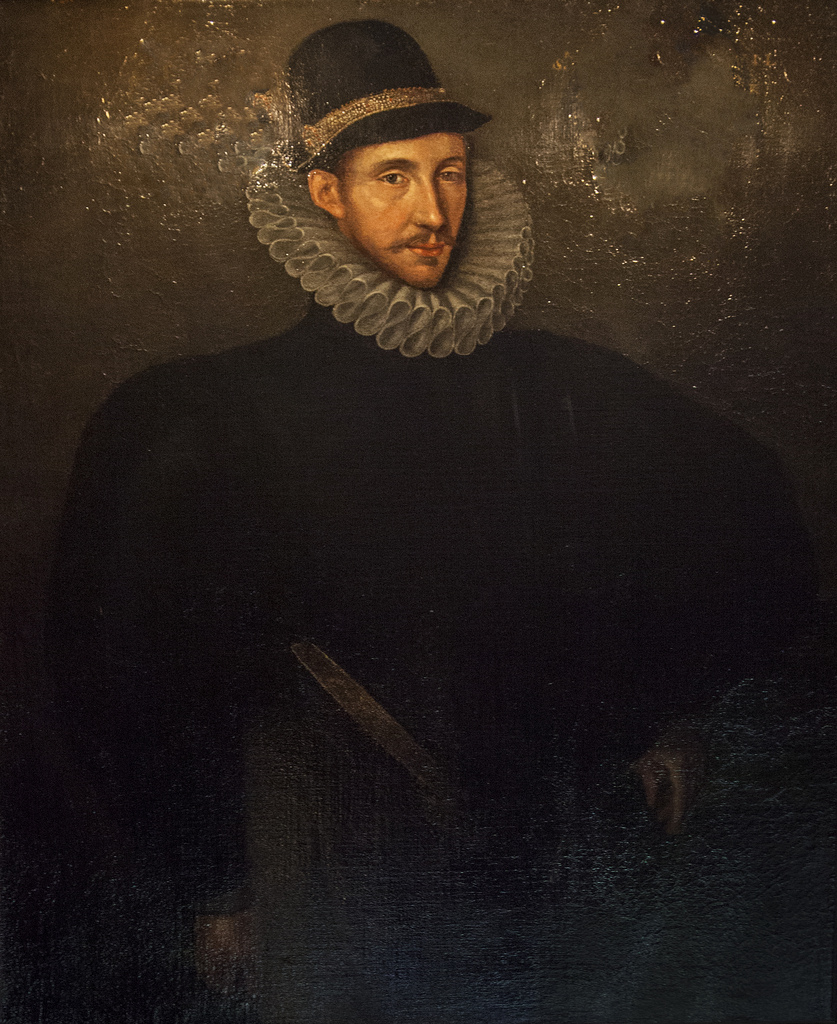
Фульк Гревилл, 1-й барон Брук, 5-й барон Уиллоуби де Брок

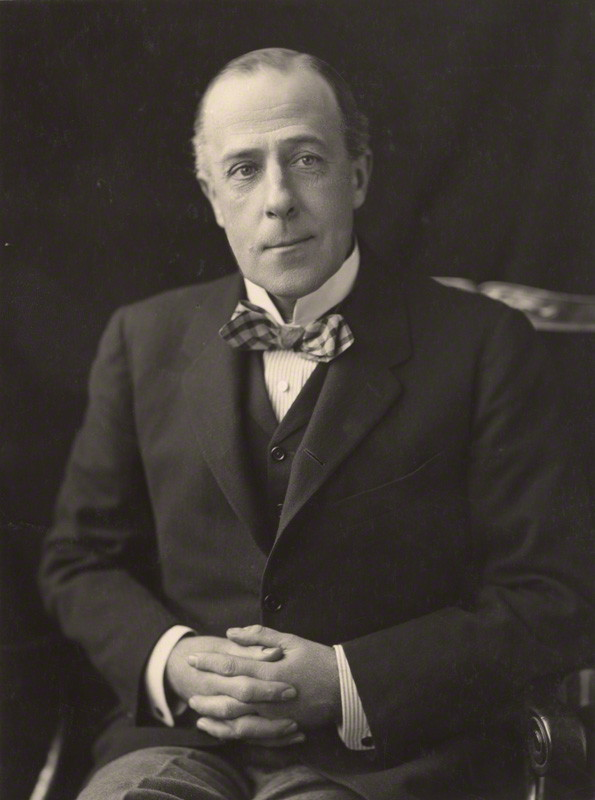
Ричард Гревилл Верни, 19-й барон Уиллоуби де Брок (1869—1923)

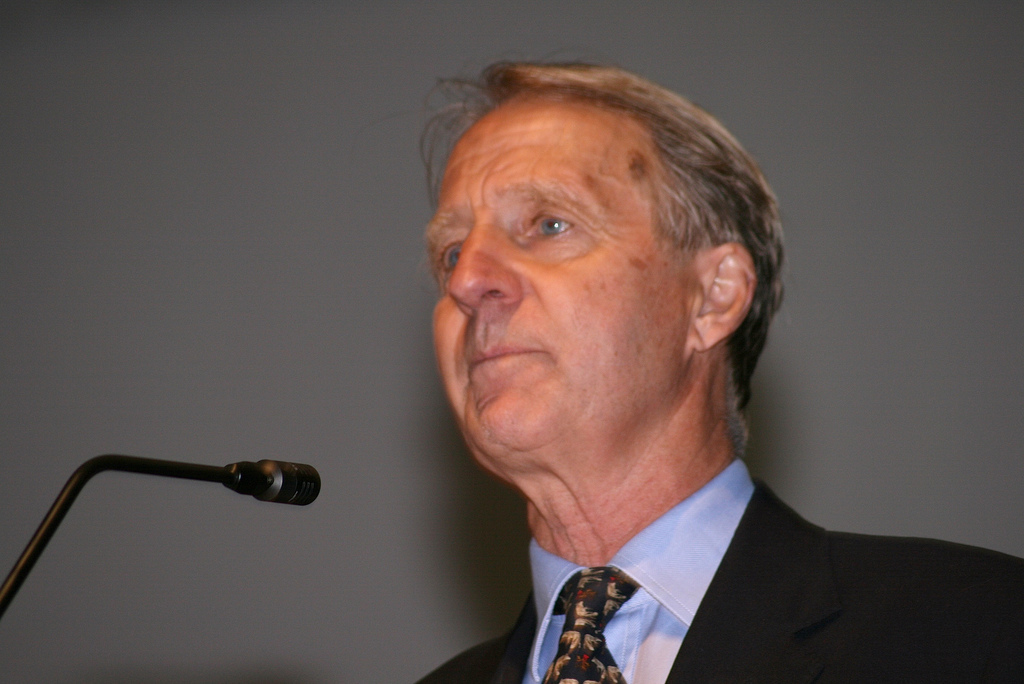
Леопольд Дэвид Верни, 21-й барон Уиллоуби де Брок (род. 1938)

Барон Уиллоуби де Брок — наследственный титул в системе пэрства Англии.

## История
Титул барона Уиллоуби де Брока был создан 12 августа 1491 года для сэра Роберта Уиллоуби (ок. 1542—1502) из поместья Брок, в части Вестбери, графство Уилтшир. Также Роберт Уиллоуби являлся де-юре 9-м бароном Латимер. Он занимал должность лорда-стюарда в 1488—1502 годах. После смерти его сына, Роберта Уиллоуби, 2-го барона Уиллоуби де Брока (1472—1521), оба баронских титула (баронство Уиллоуби де Брок и де-юре баронство Латимер) оказались в состоянии ожидания наследника.
Около 1535 года внучка второго барона Элизабет Уиллоуби (ум. 1562), которая вышла замуж за сэра Фалька Гревилла, получила титул 3-й баронессы Уиллоуби де Брок. Ей наследовал её сын, сэр Фульк Гревилл, 4-й барон Уиллоуби де Брок (ок. 1526—1606). Его единственным сыном был английский поэт и драматург, Фульк Гревилл, 5-й барон Уиллоуби де Брок (1554—1628), де-юре 13-й барон Латимер и 1-й барон Брук с 1621 года. Он заседал в Палате общин Англии от Саутгемптона (1581—1584) и Уорикшира (1587—1601, 1621), занимал должности казначея военно-морского флота (1598—1604) и канцлера казначейства (1614—1621). После смерти последнего баронство унаследовала его сестра, Маргарет Гревилл, 6-я баронесса Уиллоуби де Брок (ок. 1561—1631), жена политика и землевладельца сэра Ричарда Вернея (1563—1630). Их сын, Гревилл Верни, 7-й барон Уиллоуби де Брок (ок. 1586—1642), заседал в Палате общин от Уорика (1614—1622). Второй сын последнего, Ричард Верни, 11-й барон Уиллоуби де Брок (1621—1711), представлял в Палате общин Уорикшир (1685—1690). Ричард Верни, 19-й барон Уиллоуби де Брок (1869—1923), заседал в парламенте от Регби (1895—1900). Его сын и преемник, Джон Верни, 20-й барон Уиллоуби де Брок (1896—1986), имел чин воздушного коммодора. Он служил в качестве лорда-лейтенанта Уорикшира в 1939—1968 годах.
По состоянию на 2015 год носителем баронского титула являлся сын последнего, Дэвид Верни, 21-й барон Уиллоуби де Брок (род. 1938), который стал преемником своего отца в 1986 году.
Бароны Уиллоуби де Брок также остаются наследниками древнего баронского титула Латимер.

## Бароны Уиллоуби де Брок (1491)
- 1491—1502: Роберт Уиллоуби, 1-й барон Уиллоуби де Брок (ок. 1452 — 23 августа 1502), сын сэра Джона Уиллоуби (ок. 1421 — ок. 1477)[1]
- 1502—1521:Роберт Уиллоуби, 2-й барон Уиллоуби де Брок (1472 — 10 ноября 1521), единственный сын предыдущего[2]
- ок. 1535—1562: Элизабет Уиллоуби, 3-я баронесса Уиллоуби де Брок (ок. 1512 — 12 ноября 1562), старшая дочь Эдварда Уиллоуби (1484/1487 — 1517), внучка 2-го барона Уиллоуби де Брока[3]
- 1562—1606: Фульк Гревилл, 4-й барон Уиллоуби де Брок (ок. 1526 — 15 ноября 1606), старший сын предыдущей[4]
- 1606—1628: Фулк Гревилль, 5-й барон Уиллоуби де Брок (1554 — 30 сентября 1628), единственный сын предыдущего[5]
- 1628—1631: Маргарет Гревилл, 6-я баронесса Уиллоуби де Брок (ок. 1561 — 26 марта 1631), единственная дочь 4-го барона[6]
- 1631—1642: Гревилл Верни, 7-й барон Уиллоуби де Брок (ок. 1586 — 12 мая 1642), единственный сын предыдущей[7]
- 1642—1648: Гревилл Верни, 8-й барон Уиллоуби де Брок (ок. 1620 — 9 декабря 1648), старший сын предыдущего[8]
- 1648—1668: Гревилл Верни, 9-й барон Уиллоуби де Брок (1649 — 23 июля 1668), единственный сын предыдущего[9]
- 1668—1683: Уильям Верни, 10-й барон Уиллоуби де Брок (12 июня 1668 — 23 августа 1683), единственный сын предыдущего[10]
- 1683—1711: Ричард Верни, 11-й барон Уиллоуби де Брок (28 января 1621 — 18 июля 1711), второй 7-го барона Уиллоуби де Брока[11]
- 1711—1728: Джордж Верни, 12-й барон Уиллоуби де Брок (13 октября 1659 — 26 декабря 1728), второй сын предыдущего[12]
- 1728—1752: Ричард Верни, 13-й барон Уиллоуби де Брок (1693 — 11 августа 1752), второй сын предыдущего[13]
- 1752—1816: Джон Пейто-Верни, 14-й барон Уиллоуби де Брок (5 августа 1738 — 15 февраля 1816), старший сын судьи Джона Верни (1699—1741), племянник предыдущего[14]
- 1816—1820: Джон Пейто-Верни, 15-й барон Уиллоуби де Брок (28 июня 1762 — 1 сентября 1820), старший сын предыдущего[15]
- 1820—1852: Генри Пейто-Верни, 16-й барон Уиллоуби де Брок (5 апреля 1773 — 16 декабря 1852), младший брат предыдущего[16]
- 1852—1862: Роберт Джон Верни, 17-й барон Уиллоуби де Брок (7 октября 1809 — 5 июня 1862), старший сын преподобного Джона Барнарда (1760—1834) и Луизы Верни, дочери 14-го барона Уиллоуби де брока, племянник предыдущего[17]
- 1862—1902: Полковник Генри Верни, 18-й барон Уиллоуби де Брок (14 мая 1844 — 19 декабря 1902), единственный сын предыдущего[18]
- 1902—1923: Ричард Гревилл Верни, 19-й барон Уиллоуби де Брок (29 марта 1869 — 16 декабря 1923), старший сын предыдущего[19]
- 1923—1986: Джон Генри Пейто Верни, 20-й барон Уиллоуби де Брок (21 мая 1896 — 25 мая 1986), единственный сын предыдущего[20]
- 1986 — настоящее время: Леопольд Дэвид Верни, 21-й барон Уиллоуби де Брок (род. 14 сентября 1938), единственный сын предыдущего[21]
  - Наследник титула: достопочтенный Руперт Гревилл Верни (род. 4 марта 1966), старший сын предыдущего[22].